# Calliostoma caroli
Calliostoma caroli is een slakkensoort uit de familie van de Calliostomatidae. De wetenschappelijke naam van de soort is voor het eerst geldig gepubliceerd in 1927 door Dautzenberg.